# 性书大亨
《性书大亨》（英語：The People vs. Larry Flynt）是一部於1996年上映的美国傳記電影，由导演米洛斯·福尔曼执导，根据色情雜誌出版商拉里·弗林特生平真实经历改编，片中的主要演员包括伍迪·哈里森、科特妮·洛芙、爱德华·诺顿、理查德·保罗、詹姆斯·克伦威尔、唐娜·汉诺瓦、克利斯丁·格拉夫和文森特·斯卡维利。
影片由斯科特·亚历山大与拉里·卡拉久斯基共同编剧，时间跨度约为25年，着重描写了拉里·弗林特与著名宗教界领导人士杰瑞·法威尔多年的法律纠纷。拉里本人也在片中出演了一个角色，就是那个当年那位判他藐视法庭而将之关进监狱的地方法院法官莫瑞斯（Morrissey）。

## 剧情
1953年，10岁大的拉里·弗林特在肯塔基州卖非法生产的蒸馏酒为生，20年后，他和弟弟吉米一起在辛辛那提经营一家脱衣舞俱乐部，不过在生意日渐萎缩的情况下，他决定“扩大经营范围”，为俱乐部出版一份报纸，这份报纸就是专门刊登俱乐部脱衣舞女的照片，成为了著名色情杂志《好色客》的首期。这一杂志大受欢迎，特别是在刊登了前美国第一夫人，约翰·F·肯尼迪总统的妻子杰奎琳·肯尼迪的裸照后，销量更是一飞冲天。
与《花花公子》这样的杂志不同的是，《好色客》在拍摄裸照时，并不会像前者那样“艺术化”地巧妙避开女性的私处，恰恰相反，拉里在现场指示摄影师时反问：“难道这不是上帝创造的吗？”“那为什么不能拍？”他自己就娶了俱乐部的一位脱衣舞女阿尔西尔（科特妮·洛芙饰）为妻。不过这样的杂志和行事风格，也导致了他受到一些反色情刊物的道学家的憎恨。拉里积极地与这些人斗争，反问道：“杀人是非法的，但如果你拍下一张有人正在杀人的照片，你就能登上杂志甚至夺得普利策奖。”“性爱是合法的，但要是你也拍张照片，你就可能进监狱。”接下来，他开始面对一系列的法律指控，并结识了律师阿兰·艾克曼（爱德华·诺顿饰）和美国总统吉米·卡特的妹妹鲁斯·卡特·斯塔普雷顿，后者是位积极的基督教活动家，极力拉他入教，“献身上帝”。
走上法庭后，拉里获得了全国性的关注，他经常参加宣传言论自由、新闻自由的集会并作为代表人物发表演讲，他的演讲往往极具渲染色彩，指责一些所谓的道德家面对战乱无动于衷，却对“上帝最完美的创造”愤愤不平。“强权政治下民不潦生的场景没人谴责，赏心悦目的鲜活肉体反倒犯了忌”。他也得到了全国大量媒体的高度关注和支持，一位杂志社老板在法院外接受采访时说：“今天的官司如果拉里输了，那么明天，检察制度的下一个牺牲品就会变成《花花公子》，后天就会轮到我的杂志。”
可是谁也没料到，拉里和律师走出法庭后，却均遭到了一名男子的枪击，拉里被打中腹部，从此下身瘫痪并且还失去了性能力。自己身为色情杂志老板却没有性能力，拉里开始诅咒上帝为什么不直接让他离开这个世界。他开始更加积极地抗争。在新的一期《好色客》上，他像以往一样刊登了又一期涉及名人的恶搞广告文章。当时美国有一种酒，其广告宣传方式就是请名人谈他们首次喝这种酒的经历。拉里恶搞了这个广告，并将目标对准了保守派道学家最大的代表，宗教界的领袖人物杰瑞·法威尔。文章的题目是《杰瑞·法威尔谈论他的“第一次”》，里面说杰瑞第一次喝这个酒，然后借着酒劲儿在后花园里与自己的母亲发生了性关系！文章中还说，杰瑞表示自己之后每次喝醉了酒就会去布道......
回到家里，拉里听到身患艾滋病生命垂危的妻子告诉他，杂志社的众管理人员都不愿意和她握一下手，他愤怒地带着她来到杂志社，宣布任何不尊重他妻子的人可以立刻卷铺盖走人，命令所有人都要走上前和自己的妻子握手。
杰瑞·法威尔以诽谤罪控告拉里。杰瑞·法威尔是名人，而美国的名人是没有隐私权的。所以要以诽谤罪起訴拉里，他不仅要证实文章不实，还要证实拉里对自己存在真实的恶意并且自己的确受到了实际的伤害。但是在美国，对名人的恶搞是非常普遍的，大家都习以为常，而且也没有人会去相信这些笑话，所以杰瑞并不能够在法庭上证明，自己的名誉的确受到了“实际的伤害”。
官司一直打到联邦最高法院，这一次变成了拉里起诉杰瑞侵犯他的言论自由。但是他的妻子已经因病去世了，拉里没有去法庭，全权交给了他的律师阿兰。阿兰在法庭上对9位大法官们说到，这是个品味问题，不是法律问题，他的当事人和其杂志的读者们，有自己品味低劣的权力，“我们的社会让我们自豪，因为我们不是别的任何一个地方的人，这意味着，每天早上当我们醒来，都不需要为自己的思想而感到恐惧。”“如果今天我们给言论划一条线，来规定什么样的言论是合适的，什么样的又是不允许的，那么明天，这条线就会侵犯我们所有人的自由。”最后联邦最高法院以9比0判拉里胜诉。大法官们并不欣赏拉里的行事风格，但为了保护整个社会的言论自由，他们宁愿也保护拉里这造谣的自由。
阿兰打电话告诉拉里这个好消息，但是拉里其实已经不在乎了，他正在家里打开电视，看着妻子年轻时拍下的录像，目不转睛。

## 演员表
- 伍迪·哈里森 飾演 拉里·弗林特
- 寇特妮·洛芙 飾演 阿尔西尔·弗林特（英语：Althea Flynt）（原名阿尔西尔·李瑟）
- 爱德华·诺顿 飾演 阿兰·艾克曼（英语：Alan Isaacman）
- 理查德·保罗（英语：Richard Paul） 飾演 杰瑞·法威尔
- 拉里·弗林特 飾演 莫瑞斯法官
- 詹姆斯·克伦威尔 飾演 查尔斯·基廷（英语：Charles Keating）
- 唐娜·汉诺瓦（英语：Donna Hanover） 飾演 鲁斯·卡特·斯泰普尔顿（英语：Ruth Carter Stapleton）
- 克利斯丁·格拉夫 飾演 愛羅
- 文森特·斯卡维利（英语：Vincent Schiavelli） 飾演 切斯特

比爾·莫瑞與湯姆·漢克斯都曾被選上飾演拉里·弗林特的角色。

## 迴响
《性书大亨》上映后获得了评论界的好评。根据烂蕃茄网站上收集的53篇专业评论文章，本片好评度达87%，平均得分为7.7分（满分为10分）。

### 票房
考虑到只进行了小规模限量上映，本片在商业上比较成功。不过影片预算达3500万美元，而国内票房总额为2030万385美元。

### 获奖与提名
| 类别                 | 奖项                               | 提名人                             | 结果 |
| -------------------- | ---------------------------------- | ---------------------------------- | ---- |
| 第69屆奧斯卡金像獎   | 男主角                             | 伍迪·哈里森                        | 提名 |
| 第69屆奧斯卡金像獎   | 导演                               | 米洛斯·福尔曼                      | 提名 |
| 第47届柏林国际电影节 | 金熊奖                             | 米洛斯·福尔曼                      | 获奖 |
| 波士顿影评人协会     | 最佳男配角                         | 爱德华·诺顿                        | 获奖 |
| 波士顿影评人协会     | 最佳女配角                         | 科特妮·洛芙                        | 获奖 |
| 广播影评人协会       | 最佳影片                           | 《性书大亨》                       | 提名 |
| 芝加哥影评人协会     | 最有前途男演员                     | 爱德华·诺顿                        | 获奖 |
| 芝加哥影评人协会     | 最有前途女演员                     | 科特妮·洛芙                        | 获奖 |
| 欧洲电影奖           | 对世界电影作出杰出贡献的欧洲电影人 | 米洛斯·福尔曼                      | 获奖 |
| 佛罗里达影评人协会   | 最佳男配角                         | 爱德华·诺顿                        | 获奖 |
| 佛罗里达影评人协会   | 最佳女配角                         | 科特妮·洛芙                        | 获奖 |
| 第54届金球奖         | 最佳导演                           | 米洛斯·福尔曼                      | 获奖 |
| 第54届金球奖         | 最佳编剧                           | 斯科特·亚历山大与拉里·卡拉谢夫斯基 | 获奖 |
| 第54届金球奖         | 最佳影片（正剧类）                 | 《性书大亨》                       | 提名 |
| 第54届金球奖         | 最佳电影男主角（正剧类）           | 伍迪·哈里森                        | 提名 |
| 第54届金球奖         | 最佳电影女主角（正剧类）           | 科特妮·洛芙                        | 提名 |
| 堪萨斯市影评人协会   | 最佳影片                           | 《性书大亨》                       | 获奖 |
| 洛杉矶影评人协会     | 最佳男配角                         | 爱德华·诺顿                        | 获奖 |
| 国家评论协会         | 表达自由奖                         | 米洛斯·福尔曼和奥利弗·斯通         | 获奖 |
| 纽约影评人协会       | 最佳女配角                         | 科特妮·洛芙                        | 获奖 |
| MTV电影奖            | 最具突破性表演                     | 科特妮·洛芙                        | 提名 |
| 卫星奖               | 最佳原著剧本                       | 斯科特·亚历山大与拉里·卡拉谢夫斯基 | 获奖 |
| 卫星奖               | 最佳电影女配角                     | 科特妮·洛芙                        | 获奖 |
| 美国演员工会奖       | 杰出男演员表演                     | 伍迪·哈里森                        | 提名 |
| 德克萨斯影评人协会   | 最佳男配角                         | 爱德华·诺顿                        | 获奖 |
| 东南影评人协会       | 最佳男配角                         | 爱德华·诺顿                        | 获奖 |
| 美国编剧工会奖       | 保罗·赛尔文荣誉奖                  | 斯科特·亚历山大与拉里·卡拉谢夫斯基 | 获奖 |

電影還被提名至2008年，由美國電影學會評選的AFI十大類型十大佳片中，但未能入選。